# Havelse
Havelse ist ein Stadtteil von Garbsen in Niedersachsen.

## Geografie
Nach Osten hin grenzt Havelse in Höhe des Marienwerder Forstes an Hannovers Stadtteil Marienwerder, im Süden an der Leineaue an Seelze, während die Nordwestgrenze durch den Mittellandkanal gebildet wird. Der Kanal überquert unweit der Ortschaft mittels eines imposanten Brückenbauwerks die Leine.

## Geschichte
Alte Bezeichnungen des Ortes sind um 1216 Hauekesla, 13. Jahrhundert Havekesla, um 1225 Hauekesleue, 1236 Hauekesleue, 1283 Hauekesleue und um 1359 Havekesleve.
Die Stadt Garbsen, heute mit etwa 62.000 Einwohnern nach Hannover die größte Gemeinde in der Region Hannover, entstand am 1. Januar 1967 aus dem Zusammenschluss der selbständigen Gemeinden Garbsen und Havelse und erhielt am 17. Juni 1968 Stadtrechte. In der Rangliste der größten Städte Niedersachsens belegt Garbsen hinter Celle den 13. Platz. Aus der Zeit vor der Bildung der politischen Gemeinde rühren die abweichenden Telefonvorwahlen her. Der Ortsteil Havelse war über die Gemeinde Seelze an das Telefonnetz angeschlossen und hat noch heute die Vorwahl 05137 statt der Garbsener 05131.
Der Havelse prägende Ortsteil ist das „Alte Dorf“. Im Bereich des Kriegerdenkmals stand bis in die frühen 1930er Jahre das Dorfgasthaus. Im alten Dorfkern sieht man heutzutage restaurierte Bauernhäuser und eben das Kriegerdenkmal, welches an die Gefallenen der beiden Kriege 1914–1918 und 1939–1945 erinnert.
In der Zeit nach dem Zweiten Weltkrieg stieg die Einwohnerzahl kontinuierlich an, von 1.838 im Jahr 1946 auf 3.013 im Jahr 1953. Damit verbunden war eine große Zahl von Neubauten. Dokumentiert wurde diese Entwicklung von dem Amateurfotografen Rudolf Guthmann. Seine Aufnahmen aus den Jahren 1953 bis 1971 werden im Stadtarchiv Garbsen verwahrt und sind über die Deutsche Digitale Bibliothek und das Archivportal-D allgemein zugänglich.

## Politik

### Ortsrat
Der Ortsrat der Ortschaft Garbsen, der die Stadtteile Garbsen-Mitte, Havelse, Auf der Horst und Altgarbsen vertritt, setzt sich aus sechs Ratsfrauen und acht Ratsherren zusammen.
Sitzverteilung
- SPD: 5 Sitze
- CDU: 4 Sitze
- Grüne: 2 Sitze
- FDP: 1 Sitz
- AfD: 1 Sitz
- fraktionslos: 1 Sitz

(Stand: Kommunalwahl 2021)

### Ortsbürgermeister
Die Ortsbürgermeisterin ist Silke Häusler (CDU). Ihre Stellvertreter sind Ursula Zander-Porbeck (SPD), Darius Pilarski (Grüne) und Dr. Ullrich Jagstaidt (FDP).

### Wappen
Der Entwurf des Kommunalwappens von Havelse stammt von dem Heraldiker und Wappenmaler Gustav Völker, der zahlreiche Wappen in der Region Hannover erschaffen hat. Die Genehmigung des Wappens wurde durch den Regierungspräsidenten in Hannover am 2. November 1964 erteilt.
| Wappen von Havelse | Blasonierung: „In Blau auf goldener Eichenzweiggabel ein sitzender, widersehender, gold-bewehrter, silberner Habicht.“ |
| Wappen von Havelse | Wappenbegründung: Das Wappen geht geschichtlich auf die ursprüngliche Namensgebung („Havekesla“ = Habichtswald) zurück. Aus diesem Grunde hat der Rat der Gemeinde den Habicht als Gemeindesymbol gewählt. Um den Eichenzweig herum versinnbildlicht die blaue Farbe das Wasser der ursprünglichen Wiesensümpfe in der sogenannten Leineniederung. Die erste Urkunde, in der das Dorf erwähnt wurde, stammt aus dem Jahre 1196. Durch diese schenkte der Graf Conrad von Roden an das Kloster Marienwerder elf Hufen und drei Teiche. |

## Religion

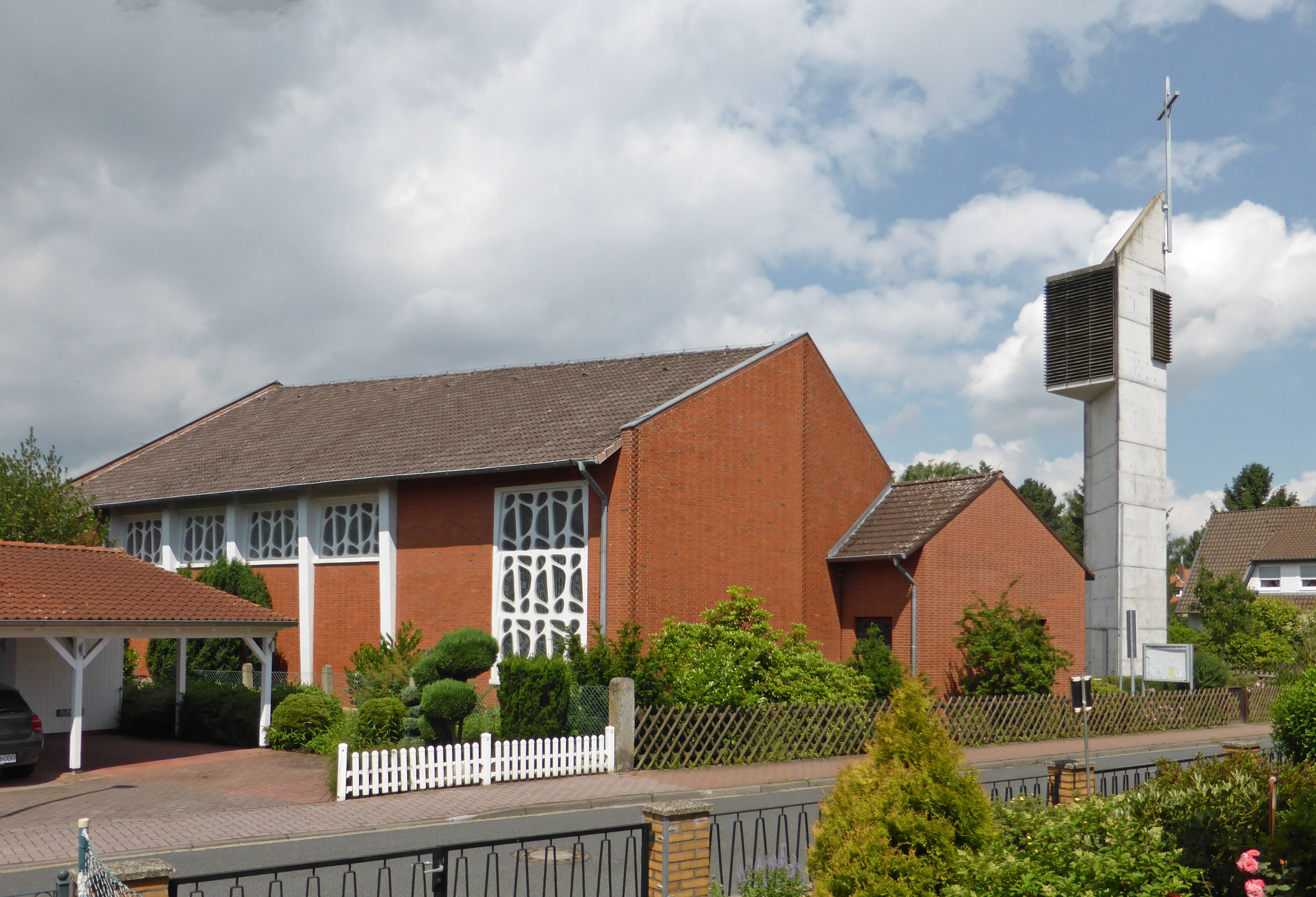
Havelse, Corpus-Christi-Kirche

Die evangelisch-lutherische Versöhnungskirche befindet sich an der Schulstraße, ihre gleichnamige Kirchengemeinde gehört zum Stadtkirchenverband Hannover. Am 27. April 2020 stürzte ein großer Teil des Kirchendaches ein.
Die katholische Kirche Corpus Christi am Nordenkamp wurde 1961 errichtet, 1995 folgte die Grundsteinlegung für ihren heutigen Glockenturm. Seit 2004 gehört die Kirche zur Pfarrei St. Raphael mit Sitz im Ortsteil Auf der Horst.

## Kultur und Sehenswürdigkeiten

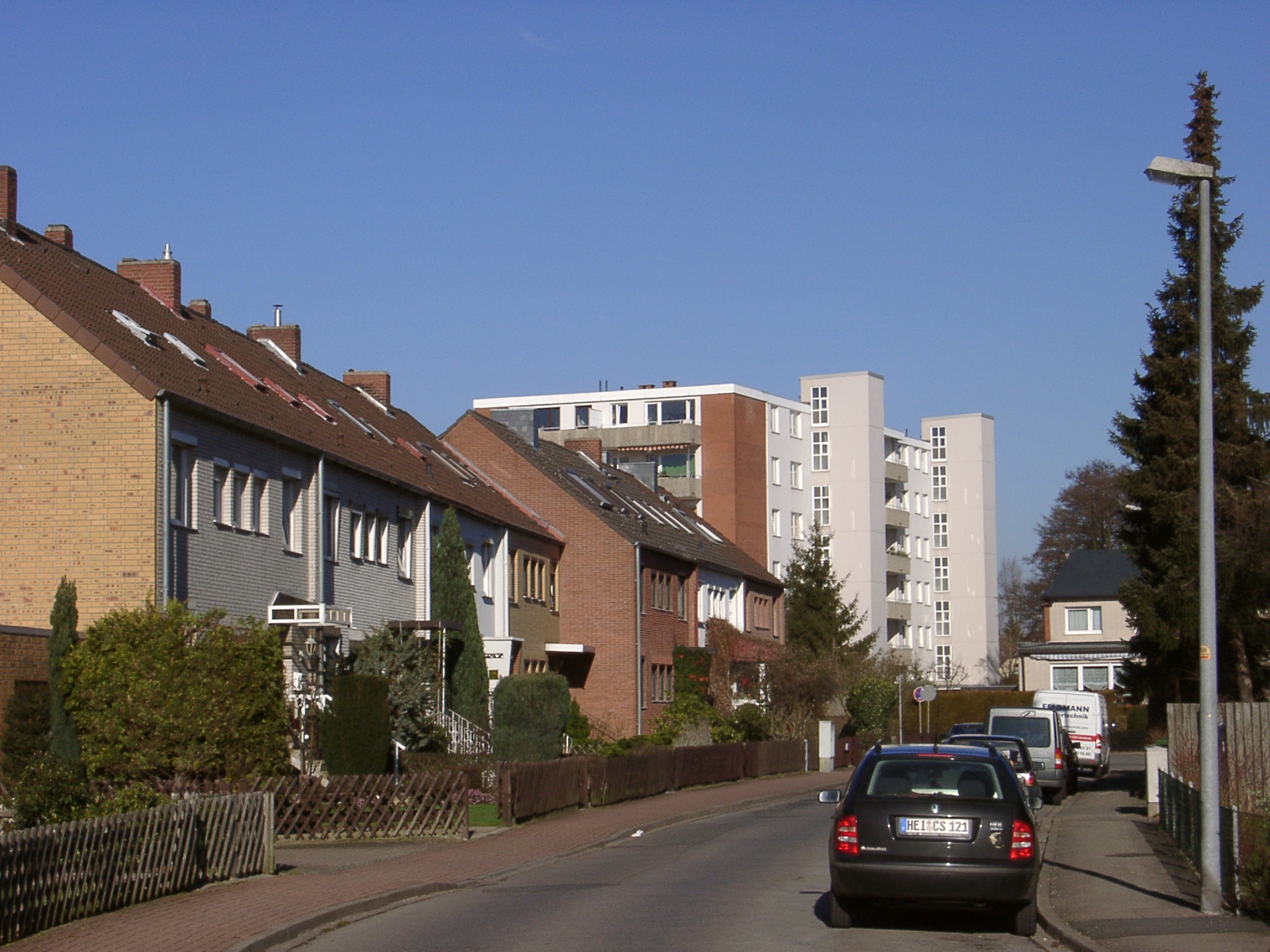
Havelse, Langer Acker

Siehe Liste der Baudenkmale in Havelse

## Wirtschaft und Infrastruktur
Im zentralen Bereich entlang der Straße Am Hasenberge und der Hannoverschen Straße findet man viele Läden und Dienstleistungsunternehmen (Apotheke, Post, Gaststätte, Getränke, Friseur und andere). Die Wohnungsangebote im Stadtteil reichen von einfachen Einfamilienhäusern bis zu mehrgeschossigen Mietwohnanlagen.
Gelegentlich im Straßenbild auftauchende landwirtschaftliche Fahrzeuge erinnern daran, dass Havelse – wie man noch heute im Ortskern (Im alten Dorfe genannt) nachvollziehen kann – aus einem halben Dutzend landwirtschaftlicher Betriebe hervorgegangen ist. Erst 1959 wurden in Havelse die ersten Häuser an die Kanalisation angeschlossen. Im Zuge der Ausdehnung Hannovers und insbesondere der Ansiedlung von VW im hannoverschen Stadtteil Stöcken wuchs Havelse zu seiner heutigen Größe heran.
Bis September 2011 war im ehemaligen Rathaus Havelses der private Classic-Rock-Hörfunksender Radio 21 beheimatet.

### Sport
Bundesweite Bekanntheit erwarb der Stadtteil Havelse für sich und die Stadt Garbsen im Jahre 1990 durch den TSV Havelse, welcher in der Saison 1990/91 in der 2. Fußball-Bundesliga spielte.
Der Verein spielte von der Saison 2010/11 bis 2020/21 in der viertklassigen Regionalliga Nord und schaffte am 19. Juni 2021 den Aufstieg in die 3. Liga durch zwei Siege in den Aufstiegs-Relegationsspielen gegen den FC Schweinfurt 05 aus der Regionalliga Bayern, stieg jedoch nach einer Saison wieder ab. Am 1. Juni 2025 schaffte der Verein erneut den Aufstieg in die 3. Liga durch ein Unentschieden und einen Sieg in den Aufstiegs-Relegationsspielen gegen den 1. FC Lokomotive Leipzig aus der Regionalliga Nordost.
Der TSV Havelse hat mehrere Trainer hervorgebracht, die später in höheren Ligen erfolgreich geworden sind. Für den Verein wirkten unter anderem Andre Breitenreiter, Volker Finke, Frank Pagelsdorf, Jens Todt und Jan Zimmermann.
Die Heimspiele werden im Wilhelm-Langrehr Stadion (3500 Plätze) in Garbsen-Havelse ausgetragen. Da das Stadion nicht tauglich für die 3. Liga ist, zog der Verein während der Spielzeit 2021/22 in die Heinz-von-Heiden-Arena (damals HDI Arena genannt) von Hannover 96 um. In der Drittligasaison 2025/26 spielt der Verein im Eilenriedestadion von Hannover II und bei Risikospielen erneut in der Heinz-von-Heiden-Arena.

### Verkehr
Drei Buslinien und eine Nachtbuslinie des Großraum-Verkehrs Hannover bieten Fahrmöglichkeiten innerhalb Havelses sowie von und zu benachbarten Ortsteilen und Nachbarkommunen. Der Weg nach Hannover führt mit der Buslinie 126 zur Umsteigeanlage und Haltestelle Marienwerder/Wissenschaftspark der Stadtbahn Hannover.